# Экономическая деятельность Русской православной церкви
Экономическая деятельность Русской православной церкви (сокр. РПЦ) регулируется в соответствии с законодательством тех стран, в которых располагаются её приходы (в России — согласно законодательству о религиозных организациях).

## История
К началу XX века доходы Церкви измерялись десятками миллионов рублей. Так, в 1913 году доход православных монастырей и архиерейских домов составил 89,5 млн руб., а расходы — 23 млн руб. Доходы духовенства очень различались по приходам. Так, городские священники зарабатывали больше, чем сельские. Кроме того, приходы находились в неравном положении. В частности, были безокладные причты, где священник жил на пожертвования от треб и на доход от 33 десятин надельной земли. Кроме того, доходы различались в зависимости от сана. Так, священник бедного прихода мог получать около 300 рублей в год, а правящий архиерей около 25 тысяч рублей в год (то есть в 83 раза больше).
В советское время доходы Русской православной церкви складывались из добровольных пожертвований, а также оплат треб и приобретённых прихожанами церковных свечей и предметов религиозного назначения.
В поздний советский период, видимо, преобладали два источника (продажа свечей и исполнение треб и служб), что видно на примере бюджетов двух храмов в областном центре (Пермь) и в районном центре (Ирбит) за 1983 год. Так, в 1983 году 45 % дохода собора в Перми дала продажа свечей, а ещё 41 % — пожертвования от исполнения треб и служб. Доходы храма Ирбита за этот же год на 67 % состояли из поступлений от продажи свечей и на 16 % от пожертвований за требы и службы.

## Правовая база
Каждый приход, монастырь, епархиальное управление (епархия), учебное заведение и иная структурная единица, находящаяся в каноническом ведении РПЦ, зарегистрирована Росрегистрацией как самостоятельное юридическое лицо (религиозная организация), которое, с точки зрения законодательства Российской Федерации, вправе самостоятельно распоряжаться своим имуществом.
Вместе с тем, глава XV Устава Русской православной церкви, принятого в августе 2000 году на Архиерейском соборе, но не регистрировавшегося в Минюсте, гласит: «Порядок владения, пользования и распоряжения имуществом, принадлежащим Русской православной церкви на правах собственности, пользования и на иных законных основаниях, определяется настоящим уставом, правилами, утверждёнными Священным синодом и „Положением о церковном имуществе“». По состоянию на начало 2009 года «Положение о церковном имуществе» ещё не утверждено. Пункты 18—20-й и 26—30-й указанной главы Устава определяют Русскую православную церковь как конечного обладателя прав собственности и распоряжения имуществом, находящимся в ведении её епархий, приходов, монастырей, духовных учебных заведений, братств и сестричеств.
Действующий Гражданский устав РПЦ, который был зарегистрирован в Минюсте (согласно требованию о перерегистрации религиозных объединений в соответствии с Федеральным законом от 26 сентября 1997 года № 125-ФЗ «О свободе совести и о религиозных объединениях» (см. пункт 4 статьи 27 Закона)) как юридически обязательный документ, определяющий имущественно-правовой статус патриархии и финансовые полномочия конкретных лиц, не публиковался (публиковался Гражданский устав РПЦ, регистрировавшийся 30 мая 1991 года).

## Бюджет
Данные о бюджете Патриархии (центральном церковном бюджете) не оглашались с 1997 года. По данным Н. А. Митрохина и М. Ю. Эдельштейна, он весьма незначителен в сравнении с совокупным доходом приходов и епархий, что связано с отсутствием механизма контроля и принуждения к отчислению средств в центральный бюджет, а также зачастую и в звене приход (монастырь) — епархиальное управление. На Архиерейском соборе в октябре 2004 года Патриарх привёл следующую статистику: «За период с 2000 по 2003 год взносы Епархиальных управлений на общецерковные нужды составили лишь 6 % от всех поступлений и 22 % от взносов на эти цели, сделанных храмами Москвы». Художественное предприятие «Софрино» в Подмосковье и гостиница «Даниловская» за Даниловым монастырём, по данным журналистов издания Русский Newsweek Э. Михайлова и А. Раскина, приносят Патриархии до половины общецерковного дохода.

### Доходы и денежные средства
Совокупный доход всех структур РПЦ не поддаётся внешней оценке в силу децентрализованности бухгалтерии, малодоступности бюджетов приходов (утверждаются ежегодно на приходских собраниях, но за пределы прихода обычно не выходят), отсутствия доступа к бухгалтерской отчётности епархий в отдельности и патриархии в целом, а также значительной доли «теневой составляющей» по терминологии Николая Митрохина и Михаила Эдельштейна (этим термином они обозначают незарегистрированные пожертвования и доход от неучтённых треб).
Доходы типичного прихода РПЦ составляют несколько тысяч долларов в год и складываются из четырёх основных компонентов:
- средства, полученные от продажи свечей;
- пожертвования за требы и поминовения;
- тарелочно-кружечный сбор (пожертвования во время богослужений);
- доходы от торговли утварью и книгами[9].

По словам религиоведа С. Б. Филатова (2021), следствием установления вертикали власти в РПЦ, является ситуация, при которой церковные финансы находятся в бесконтрольном владении церковного начальства. Согласно Филатовау, РПЦ имеет три источника доходов: церковные расходы прихожан; дары спонсоров, в том числе предпринимателей и различных коммерческих организаций; и материальная помощь властей, прежде всего на реставрацию церковных зданий, памятников культуры. Только последний источник как минимум формально является подконтрольным государству и обществу. Расходы прихожан и помощь спонсоров являются закрытыми сферами, которые контролирует личная воля церковного начальства, что приводит к ряду проблем.
В современной церкви сложилось значительное имущественное расслоение. В то время как епископы, настоятели крупных городских приходов, игумены часто посещаемых паломниками монастырей имеют высокий уровень дохода, большинство церковнослужителей, особенно небольших городов и сельских населенных пунктов живут бедно. К сложности их положения добавляется то обстоятельство, что среди духовных лиц распространены многодетные семьи. Церковные учебные заведения и благотворительные проекты регулярно сталкиваются с недостаточным финансированием. На это церковным начальникам часто не хватает денег
По оценкам Николая Митрохина, сделанным в 2001 году, совокупный ежегодный доход церковных структур (включая наличные деньги и неденежные пожертвования) составляет около 500 млн долларов США. В эту сумму Митрохин включает в основном неденежные доходы (например, оценивая труд прихожан по ремонту церкви). Общие денежные доходы Митрохин оценивает суммой около 100—150 млн долларов, или около 5—7 тысяч долларов в расчёте на каждый из 19 тысяч приходов (РПЦ имеет ещё около 500 монастырей).
По оценкам РБК, подконтрольные РПЦ коммерческие предприятия приносят около 600 млн руб. в год, стоимость активов приближается к 2,3 млрд руб.
По подсчётам РБК, Русская православная церковь в 2012—2015 годах получила из бюджета и государственных организаций около 14 млрд рублей (в эту сумму РБК включает, например, затраты на ремонт православных памятников архитектуры, которыми государство же и владеет, а также покупку «Православной энциклопедии» для библиотек, субсидии Министерства культуры на производство фильмов с православной тематикой и тому подобное). В середине 1990-х годов правительство России предоставило ряду структур РПЦ таможенные льготы, приведшие к злоупотреблениям среди связанных с РПЦ коммерческих структур. После того как масштаб злоупотреблений стал общеизвестным (Табачный скандал), льготы были отменены по просьбе Алексия II.
РПЦ получала доход от инвестиций в импорт иномарок, строительство, ресторанный и гостиничный бизнес, в оптовую и розничную торговлю, сельское хозяйство и производство продуктов питания, а также банковский сектор. По состоянию на 28.08.2012, РПЦ принадлежали 28,06 % акций банка «Пересвет». По мнению экспертов, опрошенных газетой «Коммерсантъ» в 2007 году, РПЦ в будущем сможет получать доходы благодаря инвестициям в строительство элитного жилья и бизнес-центров, а также от использования в коммерческих целях площадей, принадлежащих Церкви.

### Кризис 2008—2009 годов
Издание РБК daily 5 ноября 2008 года сообщало о письме патриарха Алексия II президенту России, которое, ссылаясь на «новые финансовые условия», предлагало распространить действие системы страхования вкладов физических лиц на все денежные средства РПЦ, размещённые на банковских счетах, включая расчётные; Патриарх также просил о преференциях по оплате коммунальных услуг и освобождении от налога на имущество всех объектов, которые она использует для осуществления своей уставной деятельности (по действующему Налоговому кодексу, налогом на имущество не облагаются лишь те объекты, которые подпадают под определение «имущество, используемое для осуществления религиозной деятельности»). Письмо также содержало просьбу о выделении Московской патриархии беспроцентной ссуды для «минимизации негативных последствий финансовой нестабильности».
В начале февраля 2009 года журналисты журнал Русский Newsweek Мария Железнова и Светлана Зайцева сообщали, что в связи с кризисом структуры РПЦ вынуждены сокращать персонал и неприоритетные программы.
В своём слове по богослужении в Калининграде 22 марта 2009 года избранный в январе того же года патриарх Кирилл сказал: «Как мы ещё не чувствуем всей боли кризиса, так и Церковь её не чувствует, но должны готовиться ко временам, когда может существенно сократиться финансирование церковных программ».

## Законодательство Российской Федерации
В целях налогообложения, законодательство РФ рассматривает структуры Церкви, как и прочих религиозных объединений, в качестве НКО. Ввиду принятого в 2006 Закона «О некоммерческих организациях» и изданного в апреле 2006 года в его исполнение Постановления правительства РФ № 212, значительно ужесточивших требования государства к НКО в части финансовой отчётности перед Федеральной регистрационной службой (ФРС), юристы Патриархии добивались от правительства принятия упрощённой формы отчётности для религиозных объединений. 2 апреля 2007 года Минюст внёс в правительство России поправки в Постановление № 212. Поправки имеют целью значительно упростить форму отчётности, предусмотренную для религиозных объединений и предусматривают отчётность только по четырём статьям:
1. «основные виды деятельности в отчётном периоде в соответствии с уставом»;
2. «источники формирования имущества» (надо указывать поступления как от российских, так и иностранных юридических лиц);
3. «сведения о расходовании денежных средств, в том числе полученных от международных и иностранных организаций, иностранных граждан и лиц без гражданства»;
4. «средства об использовании иного имущества».

Главный юрист Московской патриархии Ксения Чернега в связи с поправками заявила: «Нас устраивает новая, упрощённая форма отчётности. В принципе, чего мы добивались, то и получили». 10 апреля 2007 года Правительство РФ приняло постановление № 213, в котором «учтены предложения религиозных организаций».

### Налоговые льготы
Действующее в РФ налоговое законодательство предусматривает ряд налоговых льгот для религиозных организаций, хотя ряд терминов и понятий (например, термины «имущество богослужебного назначения» и «имущество религиозного назначения», используемые в текстах законов), не вполне прояснены. Например, религиозные организации освобождены от следующих налогов:
- земельного налога на земельные участки со зданиями религиозного и благотворительного назначения (Налоговый кодекс РФ ст. 395 п. 4);
- налога на имущество, используемого для религиозной деятельности (Налоговый кодекс РФ ст. 381 п. 2);
- налога на прибыль от доходов, полученных в связи с совершением религиозных обрядов и церемоний и от реализации религиозной литературы и предметов религиозного назначения (Налоговый кодекс РФ ст. 251 п. 1 пп. 27). По информации РБК, за 2014 год необлагаемые налогом на прибыль по данным Федеральной налоговой службы доходы РПЦ составили 5,6 млрд руб.[31].

### Иск Конева
В связи с судебным иском с ссылкой на «Закон о защите прав потребителей» председателя екатеринбургской общественной организации «Помощник потребителей» Алексея Васильевича Конева к Екатеринбургской епархии юрисконсульт епархии Вера Лещенко разъяснила в начале апреля 2008 года:

Товарно-денежных отношений у нас в Церкви нет и не может быть, потому что это не магазин, где можно купить всё, что вам захочется. Хотите — отпоют вас, а хотите — покрестят. Нет — это далеко не так. Федеральный закон «О благотворительности и благотворительных пожертвованиях» гласит, что каждый по своей воле может пожертвовать Церкви столько, сколько пожелает, поскольку Церковь всегда жила на пожертвования. Тем более это важно сейчас, когда Церковь отделена от государства. Сколько человек хочет пожертвовать храму, зависит от его волеизъявления, и здесь бывают разные варианты.

На первом заседании истец предложил заключить мировое соглашение на следующих условиях: рядом с каждым приходом должен быть установлен информационный стенд, на котором будет представлена полная информация об услугах и ценах. На состоявшемся 16 мая 2008 года в Свердловском областном суде заседании Коневу было отказано в иске.

## Благотворительность
Церковь проводит значительную работу по оказанию благотворительной помощи нуждающимся. Например, в каждой епархии действует от 2 до 5 благотворительных столовых. При больницах действуют храмы и часовни, созданы сестричества, а также различные православно-медицинские общества. Действует несколько десятков церковных домов престарелых с 10—30 обитателями в каждом. Развивается деятельность православных приютов для несовершеннолетних. В каждой епархии существует отдел помощи наркозависимым и алкоголикам. Очень серьёзная работа идёт по линии помощи заключённым. Притом, что в России более 700 исправительных колоний, 184 следственных изолятора, 13 тюрем, церкви имеются в 100 % указанных учреждений, церковные общины — в 75 %.
Также проводятся сборы при различных экстремальных ситуациях. Например, летом 2010 года, Синодальный отдел по церковной благотворительности и социальному служению собрал для пострадавших от лесных пожаров более 100 млн рублей. В 2011 году для помощи пострадавшим от землетрясения и цунами в Японии было собрано 37 млн рублей.
Благотворительность ведётся на разных уровнях: общецерковном, епархиальном, благочинническом, непосредственно приходском, а также монастырском.
В г. Москва по состоянию на 2010 год насчитывалось:
- 63 группы милосердия;
- 53 пункта приёма и распределения пожертвований;
- 25 групп помощи заключённым;
- 22 благотворительные столовые.

Помощь алкоголикам и наркоманам оказывают 20 московских приходов и монастырей. Также имеются:
- 2 амбулаторных центра;
- 3 трезвеннические общины;
- 20 групп самопомощи;
- 12 патронажных служб;
- 8 медицинских служб при храмах;
- 2 богадельни для женщин;
- 4 церковных детских дома;
- 4 благотворительные юридические службы.

## Передача РПЦ имущества религиозного назначения
В конце январе 2006 года российские СМИ сообщили, что Министерство экономического развития и торговли (МЭРТ) разработало концепцию законопроекта «О передаче религиозным организациям имущества религиозного назначения», согласно которому религиозные организации получат право собственности на здания и земли, находящиеся в их безвозмездном пользовании
В феврале 2007 года сообщалось, что руководство Московского патриархата уже разрабатывало определённые коммерческие планы в связи с планами передачи религиозным организациям имущества религиозного назначения, находящегося в их безвозмездном пользовании. В марте того же года сообщалось, что правительственная комиссия под руководством первого заместителя Председателя правительства Дмитрия Медведева утвердила концепцию передачи в собственность церкви имущества религиозного назначения, поручив Минэкономразвития подготовить соответствующий законопроект к апрелю; согласно концепции, предлагается передать не только культовые здания и сооружения с относящимися к ним земельными участками, но и внутреннее убранство церквей, включая предметы, необходимые для совершения богослужения.
9 апреля 2008 года Патриарх Алексий II на встрече с главой Федерального агентства по управлению федеральным имуществом Валерием Назаровым подтвердил, что Московский патриархат «не будет поднимать вопрос о реституции, но приветствует шаги государства по возвращению церковных зданий»; Назаров после встречи с Патриархом, со своей стороны, отметил, что «нынешнее российское законодательство. требует возврата недвижимости и имущества религиозным организациям» и что «религиозные организации рано или поздно получат в собственность то, что было у них отобрано».
В своём докладе на Епархиальном собрании в декабре 2006 года Патриарх Алексий II отметил:

К разряду первоочередных и самых важных задач, связанных с имущественным статусом Русской Православной Церкви, является оформление земельных участков, на которых находятся храмовые и монастырские комплексы, а также строений, их составляющих, в церковную собственность. <…> Храмы, находившиеся в церковной собственности на протяжении многих столетий, переданы Церкви лишь в пользование. <…> Современное российское законодательство говорит, что пользователь земли может быть её собственником или арендовать её. Третьего не дано. Однако на практике оказывается, что земельные участки, на которых стоят наши храмы и монастыри, переданы нашей Церкви «в бессрочное и безвозмездное пользование». Это касается и недвижимости, находящейся на бывших церковных землях. <…> Надеемся, что в ближайшее время справедливость восторжествует, и нашей Церкви будут возвращены принадлежавшие ей до 1917 года земли со стоящими на них храмовыми и монастырскими комплексами. Хотелось бы верить и в то, что процесс этот начнётся с нашей первопрестольной столицы.

По сообщениям СМИ, Патриархия создала специальный Центр инвестиционных программ, возглавляемый Еленой Шульгиной. Центр разработал целый ряд «уникальных инвестиционных программ и проектов общероссийского значения».
По мнению газеты «Ведомости» от 31 июля 2008 года спор вокруг Соловецких островов между Соловецким государственным музеем-заповедником с одной стороны и Московской патриархией и правозащитниками — с другой, «иллюстрирует серьёзные проблемы церковно-государственного партнерства — прежде всего отсутствие ясных правил в этой области. После распада СССР прошло больше 15 лет, но так и не создан подробный кадастр церковных памятников, не разработано необходимое и достаточное законодательство, регулирующее их передачу церкви».
13 января 2010 года Правительственная комиссия по вопросам религиозных объединений рассмотрела новую редакцию закона «О передаче религиозным организациям имущества религиозного назначения»: согласно ей, структурам РПЦ будут переданы объекты, находящиеся как в федеральной, так и в региональной собственности.
30 ноября 2010 года президент РФ Дмитрий Медведев подписал закон о передаче церкви имущества религиозного назначения, находящегося в федеральной или региональной собственности.

## Имущественные конфликты с участием РПЦ

### С государственными организациями
По мнению В. Назарова, имущественные споры между государством и религиозными организациями чаще всего возникают вокруг музеев, памятников истории и культуры. Ряд подобных имущественных споров вызвал общественный резонанс.
3 мая 2006 года Председателю Правительства России было направлено обращение группы правозащитников с призывом выступить против передачи ансамбля Рязанского кремля Московской патриархии.
Весной 2008 году получил публичное освещение процесс передачи части здания Историко-архивного института РГГУ в ведение подворья в бывшем (с 2011 года ему вернули статус монастыря) Заиконоспасском монастыре, на одном из этапов которого казаками была применена физическая сила.
В июле 2008 года стало известно, что Госстройнадзор Республики Коми может оштрафовать Сыктывкарскую и Воркутинскую епархию РПЦ на сумму до 1 млн рублей за нарушения при проведении реставрации и ремонта подворья Троицкого Стефано-Ульяновского монастыря, что может стать прецедентным решением такого рода.
С 2002 года идет имущественный спор между Спасо-Преображенским Валаамским монастырём и жителем Валаама Ф. Мускевичем. Монастырь требует выселения семьи Мускевича из помещения, выделенного Мускевичу государством, аргументируя это тем, что помещение не является жилым. Некоторые жители Валаама расценивают выселение семьи Мускевича как часть целенаправленной политики монастыря на освобождение острова от мирского населения.
 Некоторые жители Валаама расценивают выселение семьи Мускевича как часть целенаправленной политики монастыря на освобождение острова от мирского населения.
В октябре — ноябре 2010 года конфликт с общественностью в Калининградской области возник в связи с принятием местной думой закона о передаче РПЦ зданий театра кукол, органного зала филармонии, кирхи Арнау, замков Лабиау, Инстербург, ПТУ № 5 и ряда других объектов, в том числе таких, от которых не осталось даже руин и которые не только никогда не принадлежали православной церкви, но вообще не были религиозными объектами. Руководство Литвы резко выступило против попытки передать церкви музей основоположника литовской литературы Кристионаса Донелайтиса.
С апреля 2010 года представители общественности Челябинска выступает против решения губернатора области Михаила Юревича передать РПЦ Органный зал Челябинской филармонии, располагающийся в здании храма Александра Невского, закрытом в 1930 году).

### С другими религиозными организациями
В апреле 2008 года начался судебный процесс по изъятию храмов у Российской православной автономной церкви в Суздале в пользу государства По мнению Сергея Бурьянова, высказанному в статье на сайте Портал-Credo.Ru, тесно связанным с РПАЦ, данный факт есть отражение общего процесса подавления Московским патриархатом «духовных конкурентов» силами государства.
6 февраля 2009 года во Владимирском областном арбитражном суде было принято решение по иску: суд постановил изъять в пользу государства 13 храмов и других культовых строений в городе Суздале; представители РПАЦ заявили о намерении обжаловать решение, полагая, что на суд «было оказано давление, которое заставило его радикально пересмотреть своё отношение к делам, связанным с нашей церковью». Обозреватель Портал-Credo.Ru Александр Храмов связывал такое решение с вступлением 1 февраля 2009 года на патриарший престол митрополита Кирилла (Гундяева).

## Критика
Вопрос об уместности материального богатства в христианской церкви поднимался с самого её основания. В истории РПЦ наиболее ожесточённые споры по этому поводу велись между иосифлянами и нестяжателями в XV—XVI векax, победила точка зрения иосифлян, которые отстаивали необходимость накопления значительных средств для ведения масштабного социального служения.
Современную позицию Московской Патриархии выразил протоиерей Всеволод Чаплин: о «роскоши» в Церкви говорят её недоброжелатели, для которых «и присутствие в центре Москвы храма Христа Спасителя, и присутствие в центре Кремля позолоченных куполов соборов — это что-то противоестественное … На самом деле, продолжая мысль о том, что духовенство не должно иметь не принадлежащих им, а данных верующими как представителям Церкви дорогих вещей, можно прийти к тому, что можно раззолотить купола, сломать богатые храмы и поставить вместо них стекло-бетонные коробки. Это логика та же самая, которую в своё время исповедовал Иуда: он говорил, что не нужно тратить драгоценное миро на помазание Тела Господа Иисуса Христа, а продать и раздать нищим». Данную позицию Всеволода Чаплина неоднократно критиковал протодиакон Андрей Кураев.
По сведениям члена Совета Федерации, бывшего руководителя Федеральной налоговой службы РФ Александра Починка, патриарх «Алексий принял жесточайшее решение, что всё имущество высших церковных иерархов после их смерти возвращается Церкви». Однако, в соответствии с действующим уставом РПЦ, лишь церковное имущество Патриарха возвращается Церкви; личное имущество Патриарха наследуется в соответствии с [гражданским] законом.
Некоторые деятели культуры и издания российской прессы уделяют большое внимание доходам священников РПЦ, иногда используя анонимные источники и публикации.
По данным «Независимой газеты», среди прихожан храмов РПЦ широко распространены мифы о «корыстном духовенстве». Также указывается на большой разброс в доходах высших иерархов и приходских священников. По данным анонимного источника, цитируемого газетой, в большинстве случаев храмы предпочитают не указывать истинный размер зарплаты священников и выплачивают её большую часть «в конверте».
Неожиданно высокие доходы некоторых священников Русской православной церкви поставляют материал для скандальных публикаций в прессе. В 2011 году широкую огласку получили доходы настоятеля казанского храма в честь Великомученицы Параскевы Пятницы протоиерея Михаила Григорьева. Как сообщалось в центральных СМИ, о. Григорьев имеет часы Patek Philippe за 100 тысяч долларов, сотовый телефон Vertu за 20 тысяч долларов, 3 иномарки и другое дорогое имущество. По словам самого священника, до произошедшего ограбления он имел 15 млн рублей в домашнем сейфе. После того, как вопрос получил широкую огласку, епархиальный суд перевёл священника в сельский приход и поручил восстановить заброшенный храм; священник сохранил сан и своё имущество.
Патриарх Московский и всея Руси Кирилл пользуется имуществом, считающимся «элитным». Например, часами марки Breguet. На одном епархиальном собрании Москвы Патриарх Кирилл рассказал, что пользуется автомобилями из государственного гаража, которые предоставляет гараж особого назначения. Эти автомобили отвечают соответствующим требованиям безопасности, и он, как охраняемое лицо, не может пользоваться другими автомобилями. В пользовании Патриарха находится принадлежащий РПЦ автомобиль «Чайка» 1960-х годов выпуска, на котором он выезжает по торжественным случаям.

### Пословицы и поговорки
История экономической деятельности Русской православной церкви находит своё отражение в русском фольклоре. Издавна существуют пословицы и поговорки, посвящённые этой теме:
- Попу — куницу, дьякону — лисицу, пономарю-горюну — серого зайка, а просвирне-хлопушке — заячьи ушки[92];
- Поповского пуза не набьёшь, не наполнишь[93];
- За деньги и ленивый поп молебен пропоёт[94];
- Поп с живого и с мёртвого дерёт[95].